# 산업미생물학

생물반응기의 모식도. 이는 원하는 관심 생성물을 생산하는 동안 미생물을 저장하는 데 사용된다.

산업미생물학(産業微生物學, 영어: industrial microbiology)은 미생물학을 적용하여 종종 미생물 세포 공장을 이용하여 대량으로 산업 제품을 생산하는 생명공학의 분야이다. 생산물의 수율을 최대로 높이기 위해 미생물을 조작하는 방법에는 여러 가지가 있다. 유기체에 돌연변이를 도입하는 것은 돌연변이원을 도입함으로써 달성될 수 있다.

## 같이 보기
- 미생물학
- 식품미생물학